# Porsche Supercup 2009

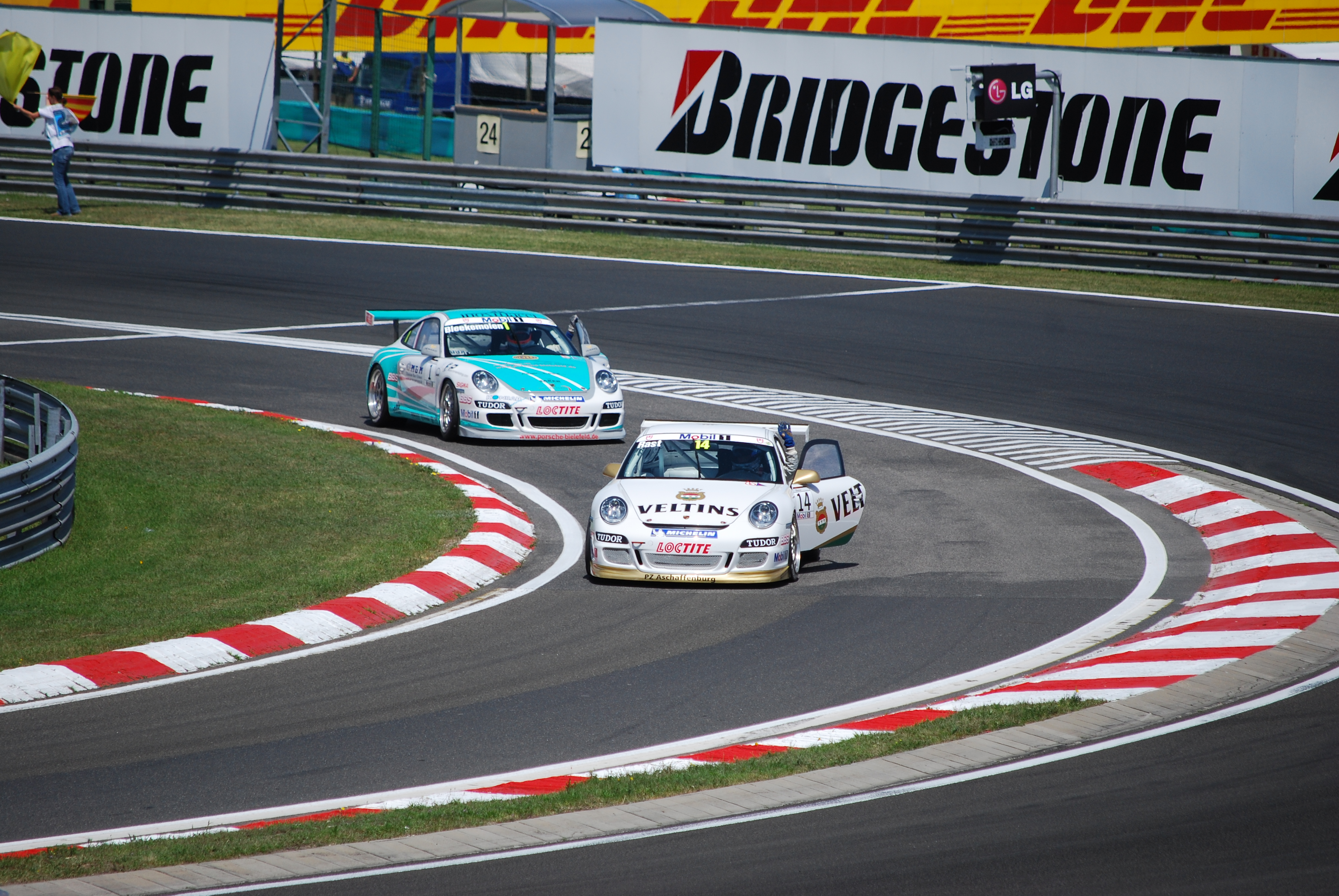
Tvåan och ettan i mästerskapet, René Rast och Jeroen Bleekemolen.

Porsche Supercup 2009 kördes över 12 deltävlingar mellan 25 april och 1 november. Mästare blev för andra året i rad Jeroen Bleekemolen.

## Kalender
| Datum        | Bana              | Vinnare            |
| ------------ | ----------------- | ------------------ |
| 25 april     | Sakhir            | Jeroen Bleekemolen |
| 26 april     | Sakhir            | Jeroen Bleekemolen |
| 10 maj       | Barcelona         | Richard Westbrook  |
| 24 maj       | Monaco            | Richard Westbrook  |
| 7 juni       | Istanbul Park     | Jeroen Bleekemolen |
| 21 juni      | Silverstone       | René Rast          |
| 12 juli      | Nürburgring       | René Rast          |
| 26 juli      | Hungaroring       | René Rast          |
| 23 augusti   | Valencia          | René Rast          |
| 30 augusti   | Spa-Francorchamps | Jeroen Bleekemolen |
| 13 september | Monza             | René Rast          |
| 31 oktober   | Abu Dhabi         | René Rast          |
| 1 november   | Abu Dhabi         | Jeroen Bleekemolen |

## Team och Förare
| Stall                          | Nummer | Förare                                      |
| ------------------------------ | ------ | ------------------------------------------- |
| Konrad Motorsport              | 1      | Jeroen Bleekemolen, Nederländerna           |
| Konrad Motorsport              | 2      | Siso Cunill, Spanien                        |
| Konrad Motorsport              | 9      | Jiří Janák, Tjeckien                        |
| Konrad Motorsport              | 9      | Nick Tandy, Storbritannien                  |
| Walter Lechner Racing School   | 3      | Stefan Rosina, Slovakien                    |
| Walter Lechner Racing School   | 4      | Damien Faulkner, Irland                     |
| Walter Lechner Racing School   | 16     | Abdulaziz Bin Turki Al Faisal, Saudiarabien |
| Federsand-Jetstream Motorsport | 5      | Richard Westbrook, Storbritannien           |
| Federsand-Jetstream Motorsport | 5      | Renger van der Zande, Nederländerna         |
| Federsand-Jetstream Motorsport | 6      | Matthew Halliday, Nya Zeeland               |
| SANITEC RACING                 | 7      | William Langhorne, USA                      |
| SANITEC RACING                 | 8      | Luigi Ferrara, Italien                      |
| SANITEC RACING                 | 8      | Christian Engelhart, Tyskland               |
| SANITEC RACING                 | 8      | Matthew Halliday, Nya Zeeland               |
| SANITEC RACING                 | 8/25   | Isaac Tutumlu Lopez, Turkiet                |
| Konrad Motorsport Austria      | 10     | Patrick Hirsch, Tyskland                    |
| Konrad Motorsport Austria      | 10     | Valdeno Brito Filho, Brasilien              |
| Konrad Motorsport Austria      | 10     | Alessandro Zampedri, Italien                |
| SPS Performance                | 11     | Patrick Huisman, Nederländerna              |
| SPS Performance                | 12     | Richard Williams, Storbritannien            |
| SPS Performance                | 20     | Lance David Arnold, Tyskland                |
| SPS Performance                | 20     | Alessandro Zampedri, Italien                |
| VELTINS MRS Racing             | 14     | René Rast, Tyskland                         |
| VELTINS MRS Racing             | 15     | Norbert Siedler, Österrike                  |
| tolimit Seyffarth Motorsport   | 21     | Jan Seyffarth, Tyskland                     |
| tolimit Seyffarth Motorsport   | 22     | David Sigacev, Ryssland                     |
| tolimit Seyffarth Motorsport   | 22     | Stefan Wendt, Tyskland                      |
| Abu Dhabi Race Team            | 21     | Thomas Jäger, Tyskland                      |
| Abu Dhabi Race Team            | 22     | Khaled Al Qubaisi, Förenade Arabemiraten    |
| AB Motorsport                  | 27     | Angelo Proietti, Italien                    |
| AB Motorsport                  | 27     | Cristian Passuti, Italien                   |
| AB Motorsport                  | 28     | Raffaele Giannoni, Italien                  |
| Centro Porsche Padova          | 29     | Gabriele Gardel, Schweiz                    |
| Centro Porsche Padova          | 30     | Andrea Sonvico, Italien                     |
| Centro Porsche Padova          | 30     | Andrea Belicchi, Italien                    |
| Porsche Cars Great Britain     | 31     | Michael Leonard, Irland                     |
| Porsche Cars Great Britain     | 32     | Ian Khan, Storbritannien                    |
| Porsche Cars Great Britain     | 33     | Glynn Gleddie, Storbritannien               |
| Porsche Cars Great Britain     | 34     | Robert Hissom, USA                          |
| Porsche Cars Great Britain     | 35/44  | James Sutton, Storbritannien                |
| Porsche Cars Great Britain     | 36     | Tim Harvey, Storbritannien                  |
| Porsche Cars Great Britain     | 37     | Aaron Scott, Storbritannien                 |
| Porsche Cars Great Britain     | 43     | Richard Westbrook, Storbritannien           |
| Ebimotors                      | 38     | Mauro Massironi, Italien                    |
| Ebimotors                      | 38     | Alessandro Balzan, Italien                  |
| Ebimotors                      | 39     | Massimiliano Fantini, Italien               |
| Ebimotors                      | 39     | Alessandro Bonacini, Italien                |
| Ebimotors                      | 39     | Emanuele Busnelli, Italien                  |

- Kursiverade förare var gästförare och fick inte ta poäng.

## Slutställningar

### Förarmästerskapet
| Plats | Förare                        | Poäng |
| ----- | ----------------------------- | ----- |
| 1     | Jeroen Bleekemolen            | 254   |
| 2     | René Rast                     | 207   |
| 3     | Stefan Rosina                 | 164   |
| 4     | Patrick Huisman               | 148   |
| 5     | Norbert Siedler               | 132   |
| 6     | Damien Faulkner               | 126   |
| 7     | Matthew Halliday              | 93    |
| 8     | Richard Williams              | 90    |
| 9     | Richard Westbrook             | 78    |
| 10    | Jiří Janák                    | 77    |
| 11    | Siso Cunill                   | 73    |
| 12    | William Langhorne             | 72    |
| 13    | Lance David Arnold            | 55    |
| 14    | Abdulaziz Bin Turki Al Faisal | 33    |
| 15    | Luigi Ferrara                 | 23    |
| 16    | Christian Engelhart           | 15    |
| 17    | Renger van der Zande          | 9     |

### Teammästerskapet
| Plats | Team                           | Poäng |
| ----- | ------------------------------ | ----- |
| 1     | Konrad Motorsport              | 355   |
| 2     | VELTINS MRS Racing             | 329   |
| 3     | Walter Lechner Racing School   | 289   |
| 4     | SPS Performance                | 258   |
| 5     | SANITEC RACING                 | 159   |
| 6     | Federsand-Jetstream Motorsport | 156   |

### Rookie of the Year
| Plats | Förare                        | Poäng |
| ----- | ----------------------------- | ----- |
| 1     | Matthew Halliday              | 93    |
| 2     | Siso Cunill                   | 73    |
| 3     | Abdulaziz Bin Turki Al Faisal | 39    |
| 4     | Luigi Ferrara                 | 23    |
| 5     | Christian Engelhart           | 9     |